# アンドリュー・バイナム
アンドリュー・バイナム（Andrew Bynum , 1987年10月27日 - ）はアメリカ合衆国の元バスケットボール選手。ニュージャージー州プレインズボロ出身。NBAのロサンゼルス・レイカーズなどに所属していた。ポジションはセンター。213cm、129kg。高卒選手の一人。

## 経歴

### 学生時代
高校は地元ニュージャージー州メタチェンのセント・ジョセフ高校でプレイ。4年生の時には1試合平均22得点16リバウンド5ブロックの成績を残し、マクドナルド・オール・アメリカンチームに選出された。学業でも優秀だったバイナムは大学進学を予定していたが、スカウトの目に止まり、高校卒業後直接NBA入りをすることを決意した。

### NBA
2005年のNBAドラフトでロサンゼルス・レイカーズから1巡目10位指名を受けてNBA入り。2005年11月2日のデンバー・ナゲッツ戦で18歳と6日の若さでNBAデビューを果たし、歴代最年少のNBA選手となった(翌2006-2007シーズンまでの2シーズンは現役最年少選手だった)。ルーキーシーズンは控え選手としてプレイし、プレイタイムも限られていたため目だった成績は残せなかったが、1月16日のマイアミ・ヒート戦でかつてのレイカーズの怪物センターシャキール・オニールと4分間だけマッチアップした時には、オニールのダンクに吹き飛ばされると、直後にフェイントからオニールのディフェンスをかわしてダンクをやり返し、試合を大いに盛り上げた(白熱し過ぎたために両者とも小競り合いとなり、テクニカルファウルを受けた)。
2年目となる2006-2007シーズンにはプレイタイムも増え、53試合で先発に起用されるようになった。2007年12月25日にはキャリアハイの28得点を挙げた。このシーズンからオフにかけて、成績が低迷していたレイカーズの大黒柱であるコービー・ブライアントはチームに対して頻繁に補強を要求するようになった。レイカーズは大物選手獲得のため幾つかのチームと交渉の席を持ったが、バイナムをトレード要員にあげる交渉相手の条件をレイカーズ側の首脳陣は断固拒否した。またレイカーズはバイナムのコーチとして往年の名センターカリーム・アブドゥル＝ジャバーを招聘している。
3年目の2007-2008シーズン、バイナムは開幕から先発に起用され、平均二桁の得点と二桁近いリバウンドを記録するなど成長と好調を印象づけた。レイカーズもやっと成績を向上させ、コービーをいつも怒らせていた成績の低迷を脱したかに見えた。しかし、1月に行われた試合中にバイナムは膝の靱帯を断裂し、以後長期の欠場を余儀なくされてしまう。バイナム欠場で再度の低迷が避けられなくなったと感じたレイカーズ首脳陣はシーズン中にメンフィス・グリズリーズと大規模なトレードを敢行し、パウ・ガソルを獲得。バイナムがシーズン終盤に復帰できればバイナムとガソルという二人のセブンフッター(身長213cm)による近年まれにみる強力な布陣の完成が期待されたが、バイナムはその後再度の手術による治療を余儀なくされ、結局そのシーズンおよびプレーオフ中には復帰することはできなかった。レイカーズはその年はNBAファイナルまで進出したが、第6戦で敗れ、優勝を逃してしまう。
4年目の2008-2009シーズン、故障から復帰したバイナムは先発に定着、ガソルとの長身コンビは他チームを圧倒し、強豪となったレイカーズは快調に勝利を重ねる。しかし1月の試合中にバイナムは昨年とは逆の足の膝の靱帯をまた断裂するという不運に見舞われる。またしても長期欠場を余儀なくされたが、回復は昨年よりも早く、3月には試合に復帰できるようになった。レイカーズはシーズンを65勝という好成績で終え、プレーオフでも順当に勝利を重ねる。バイナムは2回戦で足を痛めて先発を外れるシーンがあったり、初の出場となったNBAファイナルでは相手センター、オーランド・マジックのドワイト・ハワードとの対戦でファウル・トラブルに悩まされて出場時間を制限され、あまり目立った活躍ができなかったが、レイカーズはマジックを破って優勝し、バイナムにとっても初めての優勝の経験となった。翌2009-2010シーズンもウェスタンカンファレンスを制したレイカーズは、再びボストン・セルティックスと対戦。第7戦まで縺れた激戦を制し、連覇を果たした。2011-2012シーズンは、自身初のNBAオールスターゲームにも出場している。
2012年8月10日、トレードでフィラデルフィア・76ersに移籍したが、右膝の状態が思わしくなく、出場することなしに、2013年7月19日、クリーブランド・キャバリアーズに移籍。安定して出場はできず、24試合出場に終わった。
2014年2月1日、インディアナ・ペイサーズに移籍したが、わずか2試合に出場したのみで、アクティブロースターから外れ、プレーオフでも出場はなく、そのまま退団。オフシーズンに入ってもバイナムの膝の状態を懸念する見方をされたために獲得を示すチームは現れず、また復帰に向けての練習なども行っていないとも言われており、現在は事実上の引退状態になっている。

## 個人成績

### レギュラーシーズン
| シーズン | チーム   | GP  | GS  | MPG  | FG%  | 3P%  | FT%  | RPG  | APG | SPG | BPG | PPG  |
| -------- | -------- | --- | --- | ---- | ---- | ---- | ---- | ---- | --- | --- | --- | ---- |
| 2005–06  | LAL      | 46  | 0   | 7.3  | .402 | .000 | .296 | 1.7  | .2  | .1  | .5  | 1.6  |
| 2006–07  | LAL      | 82  | 53  | 21.9 | .558 | .000 | .668 | 5.9  | 1.1 | .1  | 1.6 | 7.8  |
| 2007–08  | LAL      | 35  | 25  | 28.8 | .636 | .000 | .695 | 10.2 | 1.7 | .3  | 2.1 | 13.1 |
| 2008–09  | LAL      | 50  | 50  | 28.9 | .560 | .000 | .707 | 8.0  | 1.4 | .4  | 1.8 | 14.3 |
| 2009–10  | LAL      | 65  | 65  | 30.4 | .570 | .000 | .739 | 8.3  | 1.0 | .5  | 1.4 | 15.0 |
| 2010–11  | LAL      | 54  | 47  | 27.8 | .574 | .000 | .660 | 9.4  | 1.4 | .4  | 2.0 | 11.3 |
| 2011–12  | LAL      | 60  | 60  | 35.2 | .558 | .200 | .692 | 11.8 | 1.4 | .5  | 1.9 | 18.7 |
| 2013–14  | CLE      | 24  | 19  | 20.0 | .419 | .000 | .762 | 5.3  | 1.1 | .3  | 1.2 | 8.4  |
| 2013–14  | IND      | 2   | 0   | 18.0 | .409 | .000 | .714 | 9.5  | 1.0 | .0  | 2.0 | 11.5 |
| Career   | Career   | 418 | 319 | 25.6 | .556 | .111 | .690 | 7.7  | 1.2 | .3  | 1.6 | 11.5 |
| All-Star | All-Star | 1   | 1   | 5.0  | .000 | .000 | .000 | 3.0  | 1.0 | 1.0 | 1.0 | .0   |

### プレーオフ
| シーズン | チーム | GP | GS | MPG  | FG%  | 3P%  | FT%  | RPG  | APG | SPG | BPG | PPG  |
| -------- | ------ | -- | -- | ---- | ---- | ---- | ---- | ---- | --- | --- | --- | ---- |
| 2006     | LAL    | 1  | 0  | 2.0  | .000 | .000 | .000 | .0   | .0  | .0  | .0  | .0   |
| 2007     | LAL    | 5  | 0  | 11.0 | .533 | .000 | .400 | 4.6  | .0  | .0  | .4  | 4.0  |
| 2009     | LAL    | 23 | 18 | 17.4 | .457 | .000 | .651 | 3.7  | .4  | .3  | .9  | 6.3  |
| 2011     | LAL    | 23 | 23 | 24.4 | .537 | .000 | .679 | 6.9  | .5  | .3  | 1.6 | 8.6  |
| 2011     | LAL    | 10 | 10 | 32.0 | .543 | .000 | .833 | 9.6  | .8  | .5  | 1.4 | 14.4 |
| 2012     | LAL    | 12 | 12 | 37.6 | .477 | .000 | .783 | 11.1 | 1.5 | .4  | 3.1 | 16.7 |
| Career   | Career | 74 | 63 | 24.2 | .502 | .000 | .720 | 6.7  | .6  | .3  | 1.5 | 9.5  |

## 脚註
1. ↑  “Pacers Sign Andrew Bynum”. NBA.com (2014年2月1日). 2014年2月3日時点のオリジナルよりアーカイブ。2014年2月1日閲覧。
2. ↑  Windhorst, Brian (2014年2月1日). “Andrew Bynum signs with Pacers”. ESPN.com. 2014年4月2日時点のオリジナルよりアーカイブ。2014年2月1日閲覧。